# Bleu (groupe)
Pour les articles homonymes, voir Bleu (homonymie).
Bleu est un groupe rock québécois de la relève. Originaire de Vaudreuil-Dorion, leur musique combine les instruments classique du rock avec les sonorités électroniques des claviers.
Ils n'ont pour l'instant qu'un seul album (Comme si tout allait bien), mais de nouvelles chansons sont interprétées en spectacle, laissant croire qu'un nouvel album pourrait paraître prochainement.
Le groupe est composé de 6 membres:
- Pierre-Paul Giroux (Guitare et voix)
- Frédéric L'Écuyer (Batterie)
- Julie Lescarbeau (Jü) (Voix et claviers)
- Philippe St-Denis (Guitare)
- Jean-Luc Boucher (Basse)
- Maxime St-Denis (Percussion)

## Discographie

### Albums
- Comme si tout allait bien - 2005 (Réédité en 2006)

1. Tout va bien
2. Penser à toi
3. Viens danser (réédition seulement)
4. Voitures américaines
5. Parapluies
6. L'ère informatique
7. Les enfants cryogéniques
8. Géraldine
9. Filles de verre
10. Androïde
11. Marie disait
12. Pierrot
13. Le vieux capitaine
14. Être petit
15. Notre part
16. Premier à tomber
17. Tout allait bien

### Maxis
- Le bonheur en conserve - 2002

1. Voitures américaines
2. Filles de verre
3. Le silence
4. Premier à tomber

- Les catastrophes nucléaires - 2003

1. Géraldine
2. Voitures américaines
3. Penser à toi